# 圣母升天主教座堂 (科森扎)
圣母升天主教座堂（Cattedrale di Santa Maria Assunta）是天主教科森扎-比西纳诺总教区的主教座堂，位于意大利卡拉布里亞大區科森扎中心的主教座堂广场。
该堂的主保是圣母，建于11世纪，1222年祝圣。由于历史悠久，兼具罗曼式、哥特式等多种建筑风格。

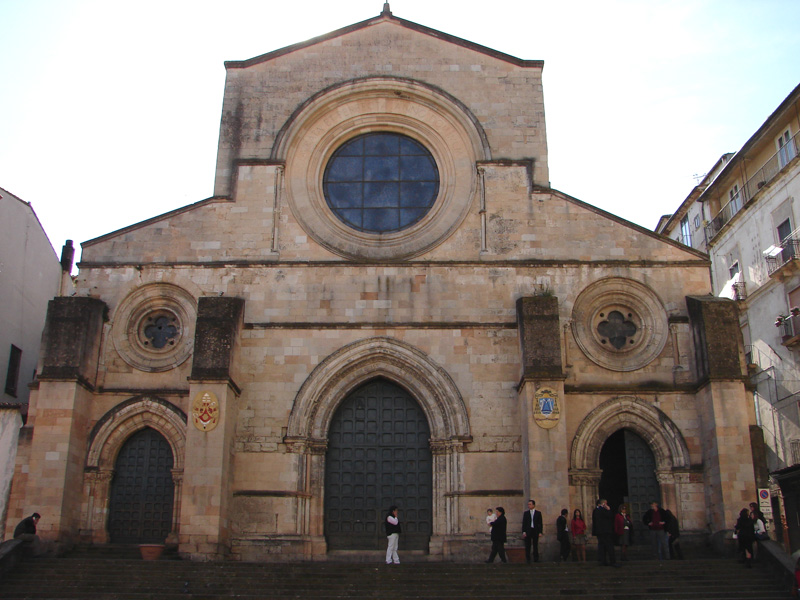
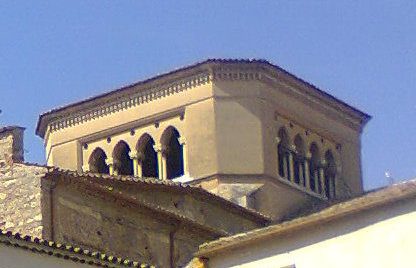
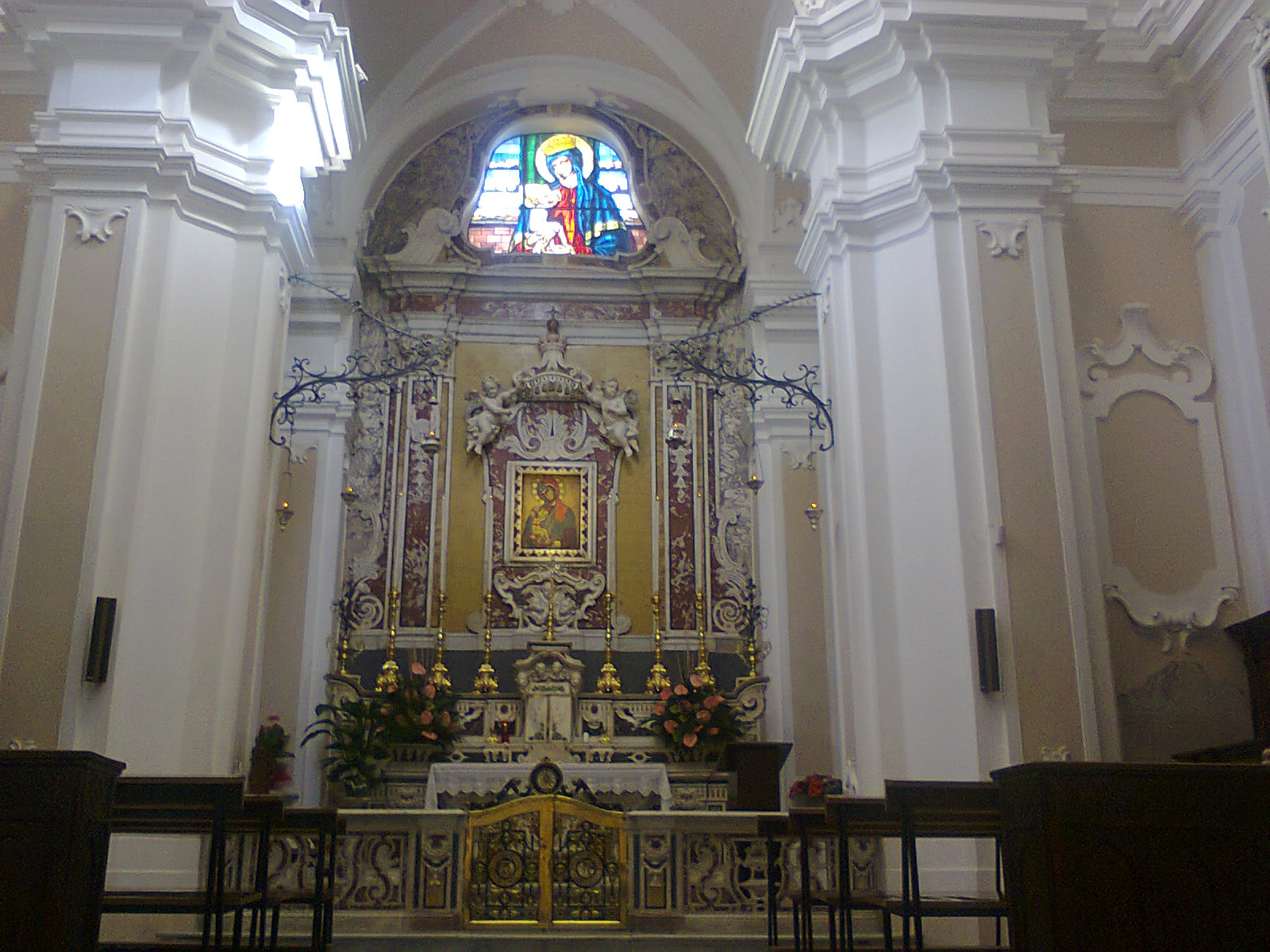
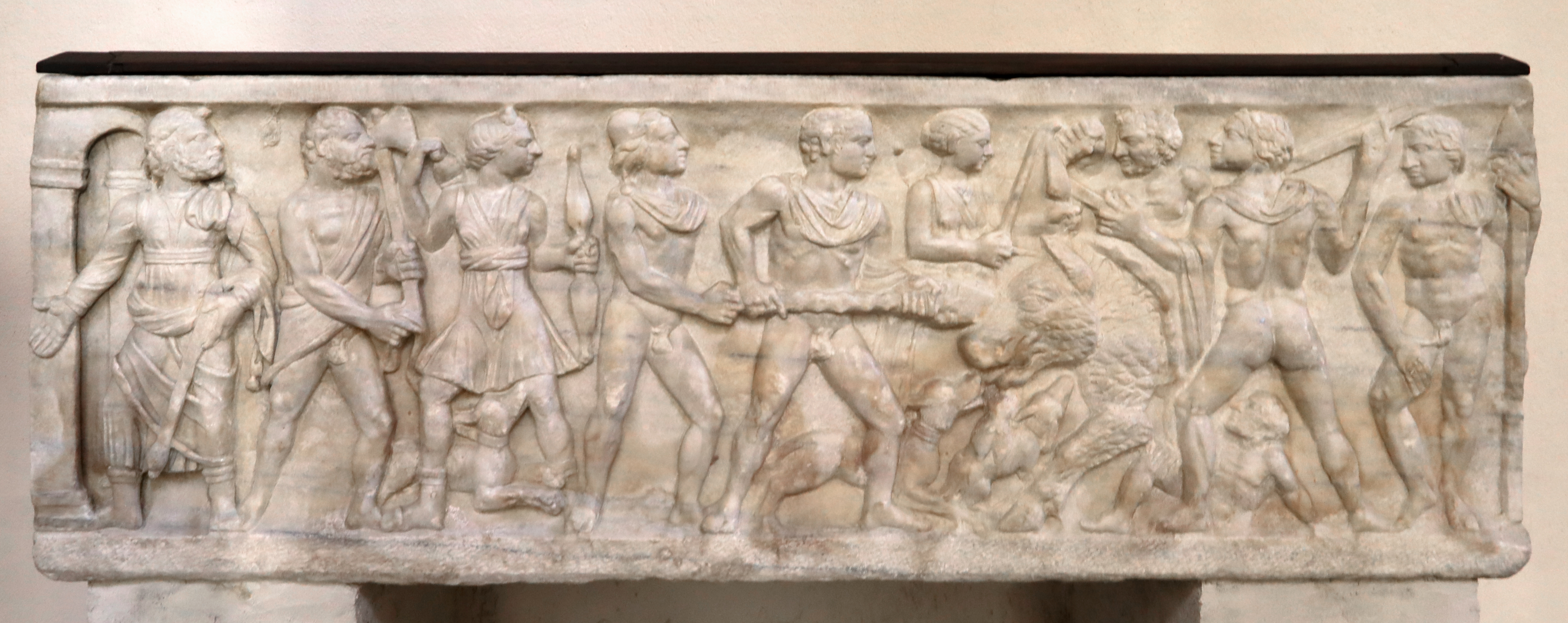
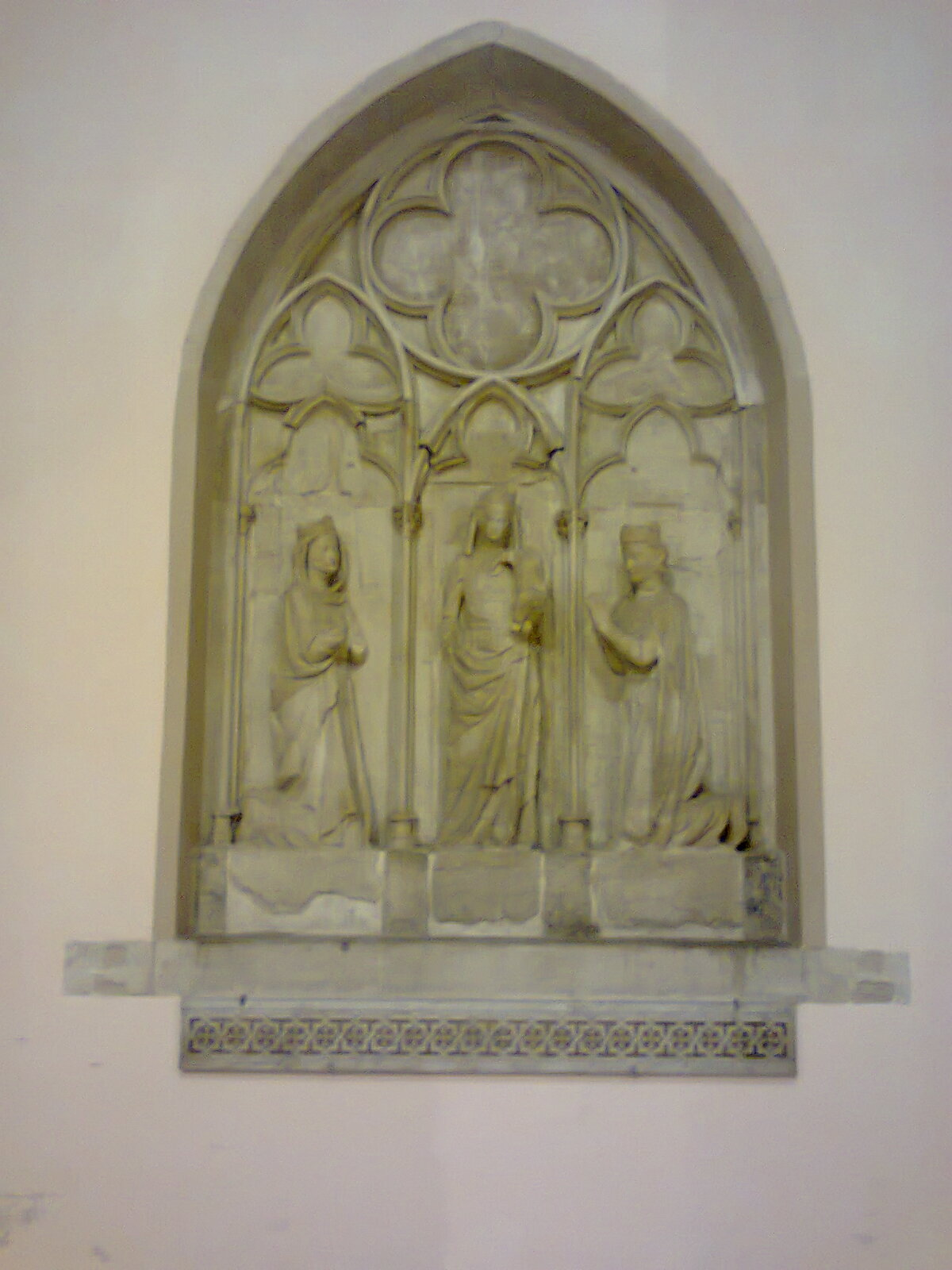